# Novoberîslav, Berîslav
Novoberîslav (în ucraineană Новоберислав) este o comună în raionul Berîslav, regiunea Herson, Ucraina, formată numai din satul de reședință.

## Demografie
Componența lingvistică a comunei Novoberîslav
     Ucraineană (86,39%)
     Rusă (9,92%)
     Alte limbi (0,09%)
Conform recensământului din 2001, majoritatea populației comunei Novoberîslav era vorbitoare de ucraineană (86,39%), existând în minoritate și vorbitori de rusă (9,92%) și armeană (2,93%).